# Barneberg
Barneberg ist ein Ortsteil der Gemeinde Hötensleben im Landkreis Börde in Sachsen-Anhalt. In Barneberg und dem Ortsteil Caroline leben 607 Einwohner (Stand Juni 2022).

## Geografie
Barneberg liegt ca. 12 km südöstlich von Helmstedt. Caroline war als Ortsteil der ehemaligen Gemeinde ausgewiesen.

## Geschichte

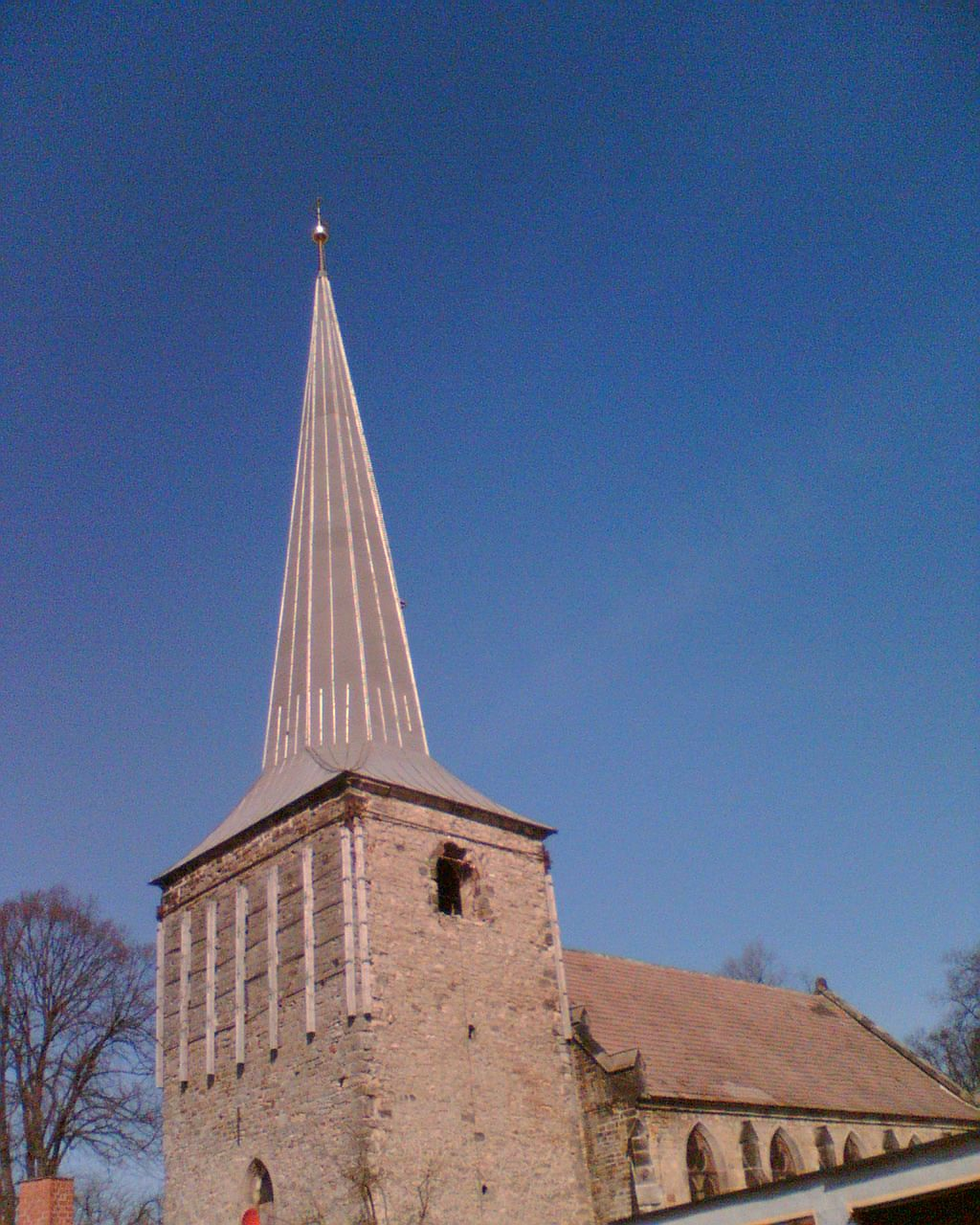
Evangelische Friedenskirche (2011)

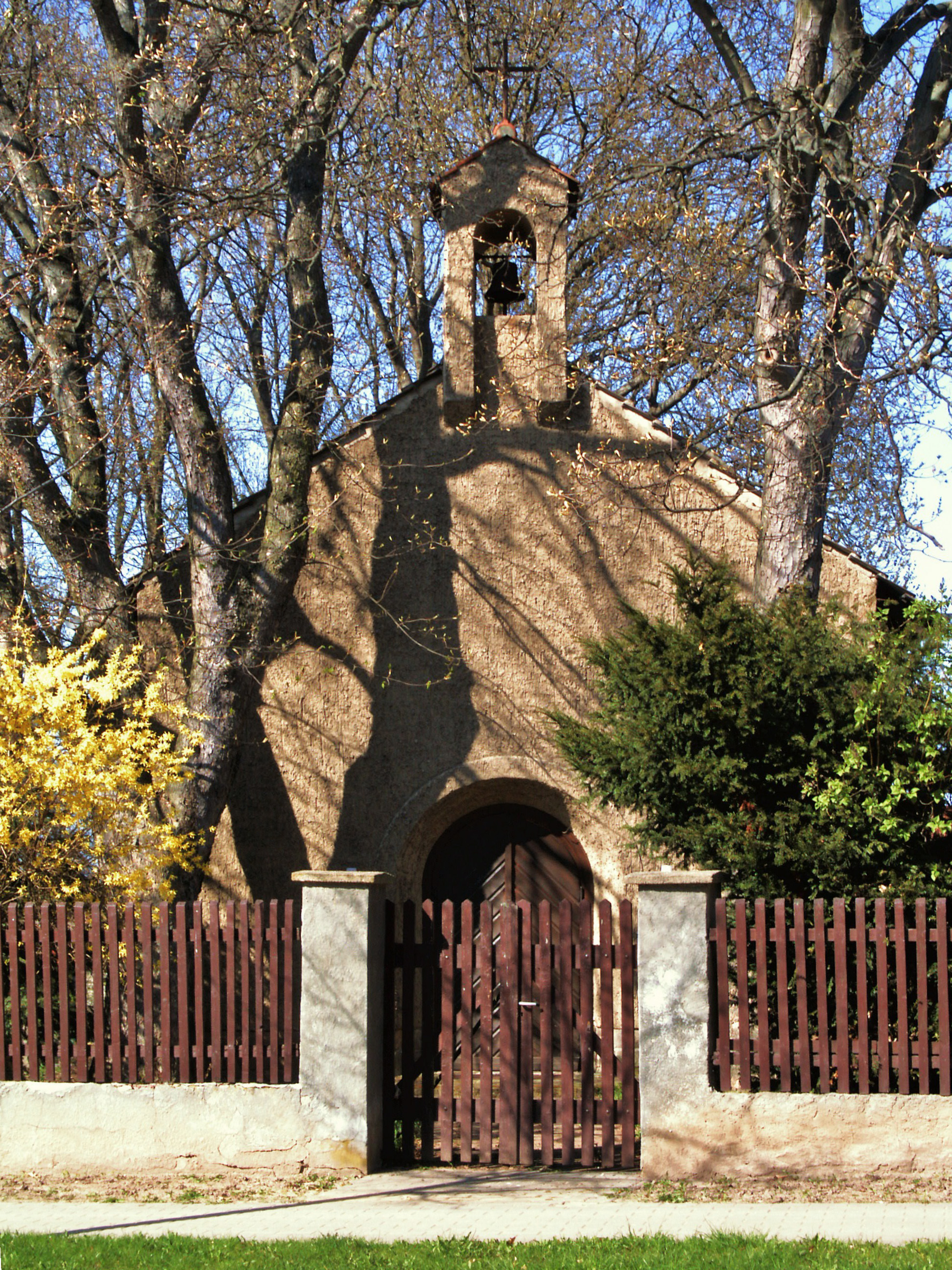
Katholische Kirche (2010)

Barneberg wird im Jahre 1170 erstmals in einer Urkunde genannt. Das Kloster Werden – St. Ludgeri Helmstedt besaß im Jahre 1170 eine Hufe der Ortsgemarkung, die im Besitz eines Ministerialen Gerhardus war. Mehrere Besitzer wechselten im 12. Jahrhundert, u. a. besaß den Ort im Jahre 1199 Oldhild von Hagen. Im Jahre 1291 wird ein Ministerialer Otto von Barneberg, Stiftsherr zu Walbeck benannt. Auch die Herzöge von Braunschweig besaßen einzelne kleine Lehen im 14. Jahrhundert.
Die Hoheit über Barneberg scheint schon im Mittelalter der Burg Hötensleben zugestanden zu haben. So blieb der Ort auch später bei dem Hessen-Homburgischen Amt Hötensleben. Zur Zeit des Königreichs Westphalen, zu Beginn des 19. Jahrhunderts, gehörte der Ort zum Kanton Warsleben, Distrikt Helmstedt, Okerdepartement.
Bei Barneberg lagen einst mehrere Siedlungen bzw. kleinere Orte, die als Wüstungen nachweisbar sind: Volkersdorf, Karlsdorf, Kerlingen und Krenitz.
Im Hochmittelalter hatten zunächst die Grafen von Hallermund das Patronat über die Kirche Barneberg inne. Über Adelheid von Loccum-Hallermund ging das Patronat auf die Grafen von Dassel über. In Barneberg und anderen Orten dieser Gegend besaßen sie im 13. Jahrhundert zudem Hufe, die Graf Adolf I. von Dassel durch die Ehe mit Adelheid von Wassel erhielt. Mit Adelheid verwandt waren die auch für Barneberg zuständigen Erzbischöfe Albrecht I. und dessen Halbbruder Wilbrand von Käfernburg.
Auf das Patronat über die romanische Kirche, deren Turm 1618 renoviert wurde und noch heute steht, verzichtete Graf Simon von Dassel 1311. Das Kirchenschiff wurde 1884 abgerissen. Der Nachfolgebau im neugotischen Stil wurde schon im Folgejahr fertiggestellt. In der alten Kirche stand eine Orgel, die Orgelbaumeister Christoph Trautmann aus Magdeburg 1766 gebaut hatte und nach fast 100 Jahren von Orgelbaumeister August Troch (1817–1890) aus Neuhaldensleben erneuert wurde. Da eine Wiederaufstellung der alten Orgel im Neubau des Kirchenschiffs der heute Friedenskirche genannten Kirche nicht möglich war, beschloss man die Beschaffung einer neuen Orgel, die 1891 von Orgelbaumeister Wilhelm Sauer aus Frankfurt (Oder) gebaut wurde. Heute befindet sich die Kirche in stark renovierungsbedürftigem Zustand, der mittelalterliche Kirchturm ist mit einer provisorischen Armierung versehen. 2014 wurde mit der Instandsetzung der Fassade begonnen. Die Sanierung des Kirchturms konnte 2012 abgeschlossen werden. Die Kirche gehört heute zum evangelisch-lutherischen Kirchspiel Hötensleben im Kirchenkreis Egeln.
Von 1952 bis 2010 bestand in Barneberg die katholische Kirche St. Josef (Rudolf-Breitscheid-Str. 24). Sie wurde errichtet, weil die Katholiken von Barneberg durch die DDR-Behörden am Besuch der grenznahen Kirche in Hötensleben gehindert wurden. Die letzte Heilige Messe wurde 2007 gefeiert. Im Dezember 2010 wurde die Kirche verkauft, sie wird heute von einem Handwerksunternehmen genutzt. Die kleine Glocke der Kirche war 1953 ein Geschenk der Kirchengemeinde in Offleben und wurde nach Schließung der Kirche an ein Kloster in Wien (Dammstraße 20) verschenkt. Heute befinden sich die nächstgelegenen katholischen Kirchen in den jeweils 3 km entfernten Nachbardörfern Hötensleben und Völpke.
Am 1. Januar 2010 wurde die bis dahin selbstständige Gemeinde Barneberg nach Hötensleben eingemeindet.

### Einwohnerentwicklung
| Jahr | Einwohner |
| ---- | --------- |
| 2003 | 789       |
| 2004 | 781       |
| 2005 | 781       |
| 2006 | 759       |
| 2007 | 761       |

| Jahr | Einwohner |
| ---- | --------- |
| 2008 | 734       |
| 2018 | 624       |
| 2022 | 607       |

## Politik

### Bürgermeister
Der letzte Bürgermeister der Gemeinde Barneberg war Sebastian Fricke.

### Wappen
Das Wappen wurde am 7. November 1996 durch das Regierungspräsidium Magdeburg genehmigt.
Blasonierung: „In Grün ein gezinnter schwarzgefugter silberner Wachturm mit schwarzer Toröffnung und drei schwarzen Fensterdurchbrüchen auf silbernem gewölbten Schildfuß.“
Die Gestaltung eines Wappens für die Gemeinde Barneberg wurde von der Gemeinde im Oktober 1994 an den Magdeburger Kommunalheraldiker Jörg Mantzsch in Auftrag gegeben, weil bis z. Z. kein den Regeln der Heraldik entsprechendes und offiziell genehmigtes Wappen vorhanden ist.
Frühere Wappen des Ortes sind histographisch nicht nachweisbar. Es gibt lediglich einen Hinweis, dass im vergangenen Jahrhundert ein Siegel mit der Abbildung einer Kirche verwendet wurde. Zur Legitimation dieses Siegels fehlt jeder Nachweis. So ist anzunehmen, dass sich der Ort dieses Siegelbild selbst „verliehen“ hat, d. h. ohne staatliche Erteilung in Gebrauch nahm. Ob die im Siegel dargestellte Kirche die Abbildung der Dorfkirche war, ist nicht erwiesen. Aus der Geschichte Barnebergs ist kaum Wesentliches überliefert, das zur Grundlage der Wappenbildung herangezogen werden kann.
Bei der Entwicklung des Wappens wurde der Wunsch der Gemeinde berücksichtigt, die einen Berg mit darauf befindlicher Warte ins Wappenbild aufnehmen wollte. Beide Symbole sind tatsächlich vorhanden und kennzeichnen den Ort. Im Zusammenhang zum silbernen Berg und dem silbernen Wachturm wurde die Schildfarbe Grün gewählt, die einen Bezug auf die natürliche Umgebung der Region um Barneberg nimmt.

## Wirtschaft und Infrastruktur

### Verkehr
Die Bundesstraße 245 und 245a führen direkt durch den Ort. Die Bahnstrecke Oschersleben–Schöningen ist stillgelegt.

### Öffentliche Einrichtungen
Das Büro der Gemeinde Barneberg ist jeden Donnerstag für die Bürger besetzt. Des Weiteren ist eine Kindertagesstätte im Ort vorhanden.

## Kultur und Sehenswürdigkeiten

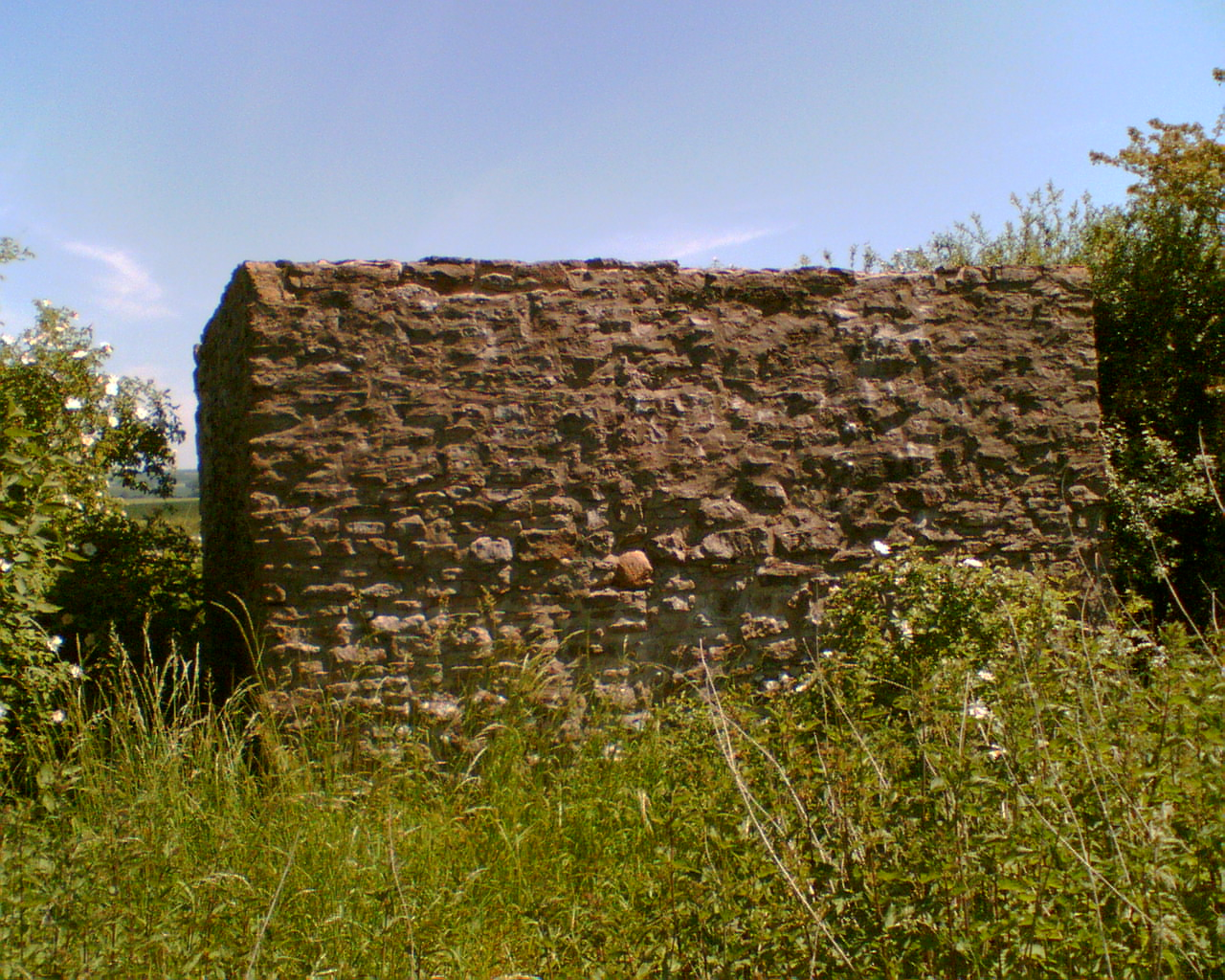
Ehemalige Warte

- Steinerner Turm, Turmstumpf einer Warte aus der Zeit um 1167 auf der 162,5 m[7] hohen Barneberger Höhe[8]
- Friedenskirche zu Barneberg (siehe auch „Geschichte“)
- Grabstätte auf dem Ortsfriedhof für eine namentlich bekannte sowjetische Zwangsarbeiterin, die 1944 Opfer der Zwangsarbeit wurde

## Persönlichkeiten
In Barneberg wurden der Pädagoge Karl Hemprich (1867–nach 1931), der Wirtschaftswissenschaftler Fritz Burchardt (1902–1958) und die Schauspielerin Ramona Kunze-Libnow (* 1957) geboren.